# Lailly
Lailly ist eine französische Gemeinde mit 202 Einwohnern (Stand 1. Januar 2022) im Département Yonne in der Region Bourgogne-Franche-Comté (vor 2016 Bourgogne). Sie ist Teil des Kantons Brienon-sur-Armançon (bis 2015: Kanton Villeneuve-l’Archevêque). 

## Geografie
Lailly liegt etwa 18 Kilometer östlich von Sens und etwa 51 Kilometer westsüdwestlich von Troyes. Umgeben wird Lailly von den Nachbargemeinden Saint-Maurice-aux-Riches-Hommes im Norden, Courgenay im Norden und Osten, Molinons im Osten und Südosten, Foissy-sur-Vanne im Süden, Les Clérimois im Südwesten, Voisines im Westen sowie La Postolle im Westen und Nordwesten.

## Bevölkerungsentwicklung
| Jahr                       | 1962 | 1968 | 1975 | 1982 | 1990 | 1999 | 2006 | 2013 |
| Einwohner                  | 224  | 190  | 158  | 156  | 177  | 188  | 212  | 202  |
| Quellen: Cassini und INSEE |      |      |      |      |      |      |      |      |

## Sehenswürdigkeiten
- Kirche Notre-Dame
- Polissoirs de la Pierre à l'eau